# Eupilocera gravidalis
Eupilocera gravidalis är en fjärilsart som beskrevs av Paul Dognin 1909. Eupilocera gravidalis ingår i släktet Eupilocera och familjen mott. Inga underarter finns listade i Catalogue of Life.